# Imperio
Imperio – austriacka grupa eurodance założona w 1994 w Welsie przez producenta Norberta Reicharta.
Wokalistką zespołu była Manuela Ray, a raperem Michael Harris, potem Lawrence Madia. Grupa wydała 2 albumy „Veni Vidi Vici” (1995) i „Return to Paradise” (1996). Trzecia płyta miała ukazać się w 2001, ale zespół wydał tylko promujący ją singel „Voices of Eternity”. Cechą charakterystyczną Imperio były teledyski stylizowane na Starożytny Rzym.

## Najpopularniejsze piosenki
- „Quo vadis”
- „Nostra Culpa”
- „Veni Vidi Vici”
- „Return To Paradise”
- „Atlantis”
- „Wings Of Love”

## Dyskografia
- 1995 – Veni, Vidi, Vici
- 1996 – Return to Paradise